# Dipsacaster imperialis
Dipsacaster imperialis is een kamster uit de familie Astropectinidae.
De wetenschappelijke naam van de soort werd in 1917 gepubliceerd door Walter Kenrick Fisher.